# Гагян, Гагик Симонович
Га́гик Симо́нович Гагя́н (арм. Գագիկ Գագյան, 21 января 1950, Ереван) — армянский политический и государственный деятель.
- 1973 — окончил механико-математический факультет Ереванского государственного университета. Кандидат технических наук, доцент.
- 1973—1974 — работал инженером в Ереванском объединении «АСТРО».
- 1974—1994 — работал в Ереванском политехническом институте, сначала в качестве инженера научно-исследовательского отдела института, затем — руководителем группы учебно-вычислительной лаборатории, с 1982 — старшим преподавателем кафедры детали машин института, с 1988 — доцентом этой же кафедры.
- С 1994 — член государственной комиссии Армении по приватизации и разгосударствлению.
- С 1996 — работал в экспертной службе по социально-экономическим вопросам аппарата президента Армении в качестве главного специалиста, с 1999 — начальник управления приватизации министерства приватизации Армении.
- 2004—2007 — являлся заместителем министра-руководителя аппарата правительства Армении.
- 8 апреля 2007 — избран депутатом парламента. Член совета «РПА».
- 2008—2013 — являлся заместителем министра-руководителя аппарата правительства Армении.
- Автор 29 научных работ и изобретений.